# Prolétaires de tous les pays, unissez-vous !

Les armoiries de l'URSS.

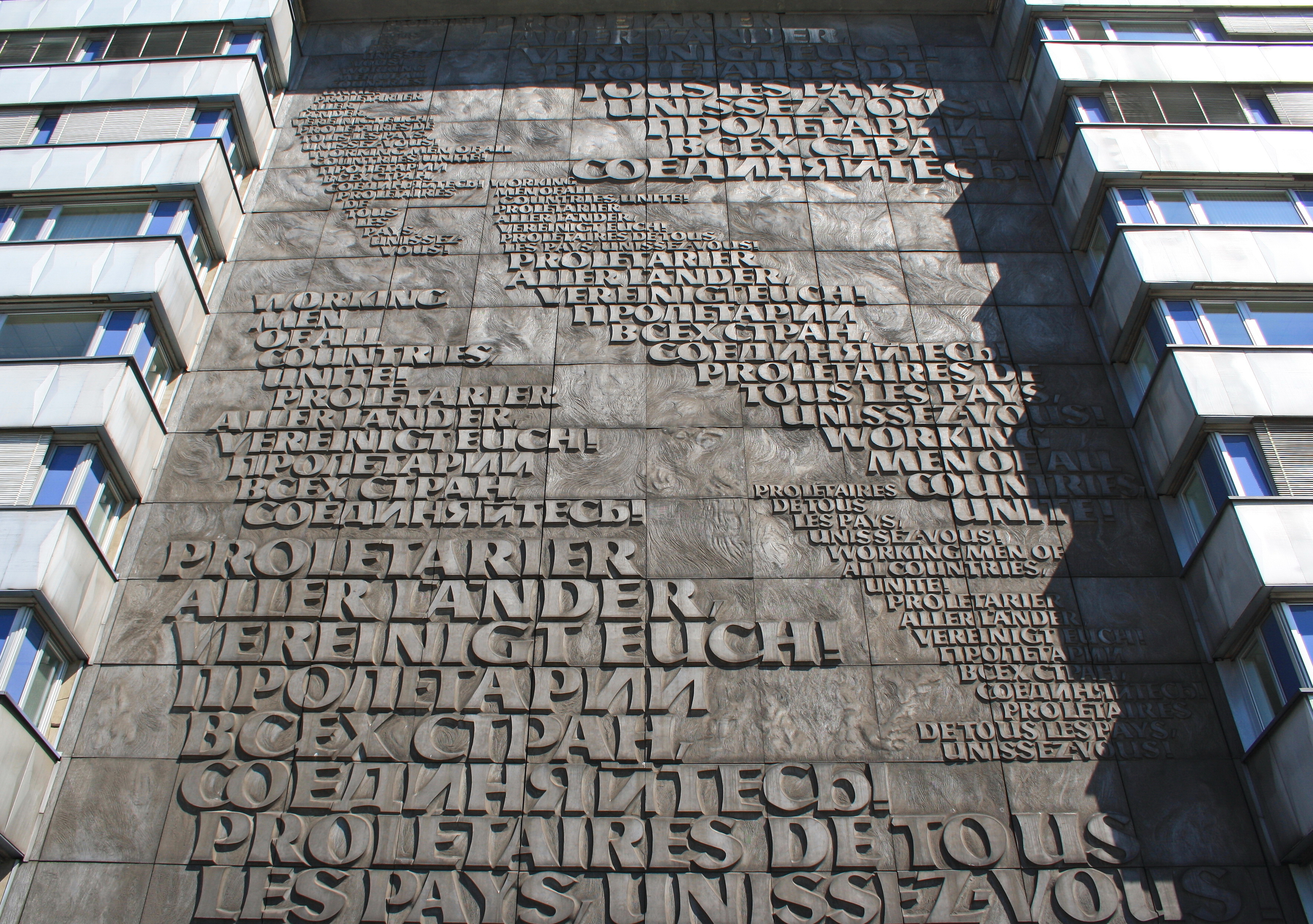
Monument en honneur de Marx à Chemnitz en Allemagne avec le slogan Prolétaires de tous les pays, unissez-vous ! en plusieurs langues

« Prolétaires de tous les pays, unissez-vous ! » (en allemand : Proletarier aller Länder, vereinigt euch!) est un des slogans politiques les plus connus du communisme. Il est tiré de la conclusion du Manifeste du Parti communiste, publié en 1848 par Karl Marx et Friedrich Engels, et figure dans l'épitaphe inscrite sur la tombe de Marx. Le slogan a pu être repris du livre L'union ouvrière de Flora Tristan écrit en 1843, qu'ils avaient lue (ils avaient le même imprimeur et de nombreux camarades en commun). Le slogan se trouvait également dans l'article inaugural de la Kommunistische Zeitschrift, écrit par Karl Schapper en septembre 1847,. 
Cette phrase devient la devise officielle de l'Union des républiques socialistes soviétiques (URSS) ; elle figure en sept langues sur les billets de 250 et 500 roubles émis en 1919. Elle est également la devise nationale de la République démocratique allemande de 1949 à 1990, date de la dissolution du régime dans la République fédérale d'Allemagne.

## Variations
Dans la première traduction en suédois du Manifeste du Parti communiste, publié en 1848 par Karl Marx et Friedrich Engels, le traducteur Pehr Götrek a remplacé le slogan communiste par « La voix du peuple. La voix de Dieu. ». Les traductions d'après ne firent pas la même erreur et continuèrent avec le slogan original.
De nombreux communistes anti-impérialistes (marxistes-léninistes anti-révisionnistes et marxistes-léninistes-maoïstes) utilisent comme slogan « Travailleurs et peuples opprimés de tous les pays, unissez-vous ! », formulé par Lénine lors du IIème Congrès du Komintern en 1920.

### En d'autre langues
- anglais : Proletarians of all countries, unite!
- arabe : "يا صعاليك العالم اتحدوا"
- arménien : Պրոլետարներ բոլոր երկրների, միացե՛ք
  - Proletarner bolor yerkrneri, miats’ek’!
- azéri : Bütün ölkələrin proletarları, birləşin!
  - Бүтүн өлкәләрин пролетарлары, бирләшин!
- biélorusse : Пралетарыі ўсіх краін, яднайцеся!
  - Praletaryji ŭsich krajin, jadnajciesia!
- tchèque : Proletáři všech zemí, spojte se!
- estonien : Kõigi maade proletaarlased, ühinege!
- finnois : Kaikkien maiden proletaarit, liittykää yhteen!
- géorgien : პროლეტარებო ყველა ქვეყნისა, შეერთდით!
  - Proletarebo qvela kveqnisa, sheertdit!
- kazakh : Барлық елдердің пролетарлары, бірігіңдер!
  - Barlyq elderdıñ proletarlary, bırıgıñder!
- kirghize : Бардык өлкөлордүн пролетарлары, бириккиле!
  - Bardık ölkölordün proletarları, birikkile!
- letton : Visu zemju proletārieši, savienojieties!
- lituanien : Visų šalių proletarai, vienykitės!
- néerlandais : Proletariërs aller landen, verenigt u!
- roumain : Proletari din toate țările, uniți-vă!
  - Пролетарь дин тоате цэриле, уници-вэ!
- russe : Пролетарии всех стран, соединяйтесь!
  - Proletarii vseh stran, sojedinjajtesj!
- tadjik : Пролетарҳои ҳамаи мамлакатҳо, як шавед!
  - Proletarhoji hamaji mamlakatho, jak şaved!
- turkmène : Ähli ýurtlaryň proletarlary, birleşiň!
  - Әхли юртларың пролетарлары, бирлешиң!
- ukrainien : Пролетарі всіх країн, єднайтеся!
  - Proletari vsich krajin, jednajtesja!
- ouzbek : Butun dunyo proletarlari, birlashingiz!
  - Бутун дунё пролетарлари, бирлашингиз!
- chinois traditionnel : 全世界無產階級和被壓迫的民族聯合起來！
  - Bopomofo: ㄑㄩㄢˊㄕˋㄐㄧㄝˋㄨˊㄔㄢˇㄐㄧㄝˉㄐㄧˊㄏㄜˊㄅㄟˋㄧㄚˉㄆㄛˋㄉㄜ˙ㄇㄧㄣˊㄗㄨˊㄌㄧㄢˊㄏㄜˊㄑㄧˇㄌㄞˊ
  - Hanyu pinyin: Quán shìjiè wúchǎn jiējí hé bèi yāpò de mínzú liánhé qǐlái!
- allemand : Proletarier aller Länder, vereinigt Euch!
- slovaque : Proletári všetkých krajín, spojte sa!
- hongrois : Világ proletárjai, egyesüljetek!
- mongol : Орон бүрийн пролетари нар нэгдэгтүн!
  - ᠣᠷᠣᠨ ᠪᠦᠷᠢ ᠶᠢᠨ ᠫᠷᠣᠯᠧᠲ᠋ᠠᠷᠢ ᠨᠠᠷ ᠨᠢᠭᠡᠳᠦᠭᠲᠦᠩ!
  - Oron büriin proletari nar negdegtün!
- Touvain: Бүгү телегейниң пролетарлары болгаш дарлаткан араттары каттыжыңар!
  - Pygy delegejniꞑ вroledarlarь polgaş tarladkan araddarь kaddьƶьꞑar!
- albanais : Proletarë të të gjitha vendeve, bashkohuni!
- basque : Herrialde guztietako proletarioak, elkar zaitezte!
- bulgare : пролета́рии от вси́чки стра́ни, съединя́вайте се!
- catalan : Proletaris de tots els països, uniu-vos!
- tchèque : Proletáři všech zemí, spojte se!
- italien : Proletari di tutti i paesi, unitevi!
- japonais : 万国の労働者よ、団結せよ！(Shinjitai)
- japonais : 萬國の勞働者よ、團結せよ！(Kyūjitai)
- Karakalpak: Барлык еллердин пролетарлары, бирлесиниз!
- coréen : 만국의 로동자들이여, 단결하라！
- coréen : 萬國의勞動者들이여、團結하라！(avec Hanja)
- Kurmandji: Karkerên cîhanê hevgirin!
- Laotien: ຊົນຊັ້ນກຳມະຊີບທົ່ວໂລກ ຈົ່ງສາມັກຄີກັນ
- polonais : Proletariusze wszystkich krajów, łączcie się!
- (cyrillique)serbo-croate : Пролетери свих земаља, уједините се!
- (Latin)serbo-croate : Proleteri svih zemalja, ujedinite se!
- macédonien : пролете́ри од си́те зе́мји, обеди́нете се!
- luxembourgeois : Proletarier vun alle Länner, vereenegt iech!
- slovène : Proletarci vseh dežel, združite se
- Sorani: کارکەرەیل گشت وڵاتەیل، یەکەوبگرن
- espagnol : ¡Proletarios de todos los países, uníos!
- suédois : Proletärer i alla länder, förena eder!
- thaï : ชนชั้นกรรมาชีพทั่วโลก จงสามัคคีกัน
- (central) tibétain : འཛམ་གླིང་ཡོངས་ཀྱི་འབྱོར་མེད་པ་རྣམས་མཉམ་འབྲེལ་གྱིས་ཤིག་
- turc : Bütün ülkelerin işçileri, birleşin!
- Zhuang : Gyoengq bouxfouzcanj daengx seiqgyaiq, lienzhab hwnjdaeuj!
- ouïghour : پۈتۈن دۇنيا پىرولېتارلىرى، بىرلىشىڭلار
- vietnamien : vô sản toàn thế giới, liên hiệp lại, or, vô sản các nước, đoàn kết lại!
Chữ Nôm: 無産全世界, 聯協徠！, or, 無産各𫭔, 團結徠！